# Шаров, Владимир Иванович (военный)
Владимир Иванович Шаров (6 октября 1946, Мелекесс, Ульяновская область — 2002) — советский военнослужащий, советский и казахстанский общественный деятель. Почётный гражданин Усть-Каменогорска.

## Биография
Владимир Шаров родился 6 октября 1946 года в городе Мелекесс (сейчас Димитровград) Ульяновской области.
В 1967 году окончил Омское высшее общевойсковое командное училище имени М. В. Фрунзе. После этого в звании лейтенанта был направлен на службу в Забайкальский военный округ, был командиром роты.
В дальнейшем служил в Прикарпатском военном округе, в 1977—1980 годах — в Центральной группе советских войск в Чехословакии.
С 1980 года служил в Афганистане в составе ограниченного контингента Советской армии, был командиром батальона. 3 октября 1980 года полковник Шаров получил тяжёлое ранение в бою, в результате чего лишился зрения. Лечился в госпитале в Ташкенте, затем в Ленинградской военно-медицинской академии.
С 1980 году жил вместе с семьёй в городе Усть-Каменогорск. Был членом Усть-Каменогорской организации ветеранов войны в Афганистане и активистом городского общества слепых. Научившись заново писать, помогал другим инвалидам решать их проблемы, заслужив авторитет и уважительное прозвище «Батя».
Был награждён орденами Красной Звезды, «За службу Родине в Вооруженных силах СССР» II и III степеней.
14 февраля 1990 года за героизм и мужество, проявленные при исполнении интернационального долга в Афганистане, и большую общественную деятельность, направленную на благо города, был удостоен звания почётного гражданина Усть-Каменогорска.
Умер в 2002 году.

## Память
В Усть-Каменогорске ежегодно ветераны-афганцы проводят соревнования среди школ по стрельбе из пневматического оружия памяти Владимира Шарова.